# NDFIP2
NDFIP2‏ (Nedd4 family interacting protein 2) هوَ بروتين يُشَفر بواسطة جين NDFIP2 في الإنسان.

## الوظيفة
لقد ثبت أن NDFIP2 يتفاعل مع NEDD4.